# 农场古城遗址
农场古城遗址，位于中国青海省刚察县青海湖农场四大队，为青海省市县级文物保护单位，公布日期为1987年7月10日，类型为古遗址。
农场古城遗址的历史年代为待定。